# Fantasía de portales
La fantasía de portales (portal fantasy en inglés) es un género dentro de la fantasía donde el protagonista o protagonistas se trasportarán a otro mundo, habitualmente mágico, por medio de un portal. El portal puede tomar diversas formas como una madriguera, un armario, una puerta, o un espejo. Será todo aquel medio que lleve al protagonista de su mundo al otro mundo mágico. En la literatura occidental, este segundo mundo suele incluirse dentro del género fantástico, aunque en el género isekai, el segundo mundo podrá ser de ciencia ficción, o simplemente tratarse de otra realidad. La fantasía de portales se diferencia del término isekai en cuanto a que este último se refiere a obras japonesas, que han impregnado las páginas del manga, novelas ligeras y anime.

Ilustración de MaxPixel.net bajo licencia CC0.

El protagonista podrá ir de forma voluntaria, obligada o accidentada. En algunas de las primeras obras en utilizar la fantasía de portales, la entrada a los mundos mágicos era accidentada. Es el caso de Alicia al caer por la madriguera en Alicia en el país de las maravillas de Lewis Carroll, o el de Lucy Pevensie al esconderse en el armario en Las Crónicas de Narnia de C.S. Lewis. En su aventura a través de estos mundos, los personajes descubrirán, suplirán, o solucionarán algo que de forma indirecta les sirva para su mundo de origen.

### El portal como recurso literario
El cruce del portal se ha usado como recurso literario durante siglos, según Joseph Campbell. Este autor, en El viaje del héroe, explica los pasos por los que el protagonista de la historia pasa al convertirse en héroe. Campbell explica que el protagonista empieza en el mundo ordinario, lo que es la normalidad del protagonista, hasta que llega algo que le pide tener una aventura. Dentro de El Camino del Héroe, se encuentra El Cruce del Umbral. Tras una primera reticencia de tener dicha aventura, superada por una ayuda sobrenatural, el héroe decidirá adentrarse en ese mundo mágico. Poniendo como ejemplo la historia de Harry Potter, el rechazo a la aventura la hace el tío Dursley, pero Hagrid ayuda a Harry a salir de dicho rechazo y atraviesa finalmente el Callejón Diagon, su umbral al mundo mágico. El momento en que el protagonista cruza el umbral será cuando tenga mayor sentido de la maravilla (sense of wonder) pues veremos la comparación entre su mundo ordinario y el mágico. 
Las historias dentro de la fantasía de portales resaltan un protagonista mundano, cuya característica especial es que no tiene ninguna característica especial. Tal y como aparece en Charlie y la fábrica de chocolate por Roald Dahl, “Charlie no era ni el más alto, ni el más popular (…)”. El lector empatiza fácilmente con estas historias pues le dice que podrá brillar y cambiar aquello que desee, sin importar su origen y su bagaje previo.
Funciones que cumplen estos mundos para el protagonista:
- Escapar del aburrimiento
- Caminar en los zapatos del otro
- Ayudar a otro puede ayudarte a ti también
- Huir del mundo originario
- Mostrar realidades paralelas
- Enseñar en quién confiar

### Fantasía de portales en la literatura
La fantasía de portales ha estado presente en la literatura desde trabajos tempranos como Alicia en el país de las maravillas de Lewis Carroll hasta la actualidad con la saga de los Niños Descarriados por Seanan McGuire. 
Algunos de los libros que presentan este género son los siguientes.
- Las aventuras de Alicia en el país de las maravillas por Lewis Carroll: cuenta la historia de Alicia al caerse por la madriguera de un conejo. Allí vivirá extrañas experiencias con personajes icónicos como el gato de Chesire o el Sombrero. Se la considera una de las mejores novelas del género Sinsentido.[7]
- El maravilloso mago de Oz por L. Frank Baum: narra las aventuras de Dorothy tras ser arrastrada al mundo de Oz por un tornado. Perseguida por la bruja del Oeste y pensando que el mago de Oz podrá cumplir su deseo de regresar a casa, emprenderá el camino con el hombre de hojalata y el león cobarde.
- Las Crónicas de Narnia, El León, La Bruja y el Armario por C.S. Lewis: los hermanos Pevensie deben quedarse en una casa de campo durante la guerra. Allí, mientras juegan al escondite inglés, Lucy, la hermana menor se esconderá en un armario y acabará en Narnia. Descubrirán que Narnia vive asolada por la Bruja Blanca y decidirán ayudarlos, al ver que la primera incursión de Lucy tuvo fatales consecuencias para el fauno, el Sr. Tumnus.
- Una arruga en el tiempo por Madeleine L’Engle: Meg Murry irá tras la pista de su padre desaparecido después de que una noche, ella y su familia encuentren a un extraño hablando en su cocina sobre un raro artefacto llamado teseracto.[8]
- Las Diez Mil Puertas de Enero por Alix E. Harrow: en una casa llena de curiosidades, January Scaller descubrirá que ella es la más extraña de todas cuando un diario acaba en su regazo. El diario le llevará a desentrañar misterios del pasado de su tutor y del suyo mismo.[9]
- Saga Niños Descarriados por Seanan McGuire: esta saga parte de la premisa de ¿qué pasa con los niños que vuelven de los mundos mágicos y que sienten que aquel era su hogar? Pues que van a parar al internado de Eleanor West, lleno de niños que han viajado a otros mundos y que desean encontrar la puerta de vuelta a lo que ellos consideran hogar. El primero de esta saga se llama Cada Corazón, Un Umbral.
- Un Mar Sin Estrellas por Erin Morgenstern: la vida de Zachary cambia drásticamente cuando lee un libro que le atrapa y en cuyo último capítulo se encuentra un recuerdo del propio Zachary. En una búsqueda por encontrar al autor del libro, se verá atrapado en una biblioteca milenaria con antiguas sociedades.